# Qishlah
El Qishlah (en árabe:قصر القشل) es un palacio situado en el centro de la ciudad de Hail, en Arabia Saudita. Fue realizado en la década de 1940 durante el gobierno del príncipe Abdul-Aziz Al Saud bin Musa'ad de la provincia de Ha'il. Se trata de un palacio de dos pisos de barro, 142,8 x 141,2 metros, sus paredes son de 8,5 m de alto, y tiene ocho torres de observación junto a la pared con dos puertas principales, este y oeste de las puertas. El propósito de su construcción, fue convertirlo en un centro de tropas del ejército que llegarían allí. Luego se convirtió en una prisión hasta el final del principado de bin Musa'ad, que luego fue convertido en un edificio histórico por el gobierno.